# 사랑도 리콜이 되나요
《사랑도 리콜이 되나요》(영어: High Fidelity)는 2000년 개봉된 영국과 미국의 로맨틱 코미디 드라마 영화이다. 스티븐 프리어스가 연출하였으며, 존 큐색이 공동 각본을 쓰고 주연을 맡았다. 닉 혼비가 1995년에 펴낸 동명 소설이 원작이다.
2001년 큐색은 이 영화를 통해 제58회 골든 글로브상 뮤지컬·코미디 영화 부문 남우 주연상 후보에 올랐다.

## 줄거리
음악광인 롭 고든은 여자에 대해 잘 모른다. 그는 2년 동안 동거했던 변호사 여자친구 로라에게 갑작스럽게 차인 후 절망에 빠진다. 롭은 레코드 가게를 운영하며 직원들과 음악 지식을 나누고 온갖 상황에 대한 “톱 5” 목록을 만들며 시간을 보낸다. 로라와의 이별은 그의 인생 최악의 이별 톱 5에 오르게 된다.
로라와의 관계는 불안정했고, 롭은 종종 그녀에게 돈을 빌렸다. 심지어 그녀가 임신한 사실을 모른 채 다른 여자와 잠자리를 해 로라는 비밀리에 낙태를 하기도 했다. 두 사람은 화해했지만 결국 헤어지게 된 것이다. 어머니와 친구의 충고에 롭은 연애 실패 원인을 찾기 위해 과거 여자친구들을 만나보기로 결심한다.
첫 번째는 중학교 때 만난 앨리슨으로, 당시 앨리슨은 롭과 키스를 하고 몇 시간 뒤에 다른 남자애와 키스했었다. 롭은 그녀가 바로 그 다른 남자와 결혼했다는 사실을 알게 된다. 두 번째는 고등학교 여자친구 페니로, 그녀와의 만남을 통해 롭은 자신의 불안감이 이별을 초래했음을 깨닫는다. 세 번째는 유행에 민감한 여자 찰리이다. 롭은 찰리에 대해 자신감이 없었고, 결국 찰리는 본인의 급에 맞는 남자를 만나자 롭을 차버렸다. 이제 찰리는 남자를 멀리하고 경력에 집중하고 있다. 롭은 마지막으로 재회한 네 번째 여자친구 세라가 정신적으로 불안정하여 관계를 망치는 경향이 있음을 알게 되자 동정심을 느끼고 관련 대화를 꺼내지 않는다.
한편 롭은 레코드 가게에 자주 문제를 일으키는 십 대 스케이트보더들인 빈스와 저스틴의 음악 프로젝트에 감명받아 자신의 레이블에서 음반을 내기로 한다. 여전히 로라를 그리워하던 롭은 현재 로라가 과거 그들의 집 위층에 살던 “레이”와 함께 살고 있다는 사실을 알게 된다. 롭은 질투심에 스토킹을 하다가 레이에게 들키고 만다.
로라의 아버지 장례식에 참석한 롭은 자신이 로라에게 진정으로 헌신하지 않았음을 깨닫는다. 이 깨달음으로 둘은 다시 함께 살게 된다. 이후 롭은 한 음악 칼럼니스트에게 호감을 느끼지만, 그것이 단순한 끌림은 아닌지 고민한다. 로라는 대화를 통해 다른 여자들은 환상일 뿐이지만 자신은 현실이며 질리지 않는 사람임을 롭이 깨닫게 해준다. 롭이 로라에게 청혼하자 로라는 고맙다고 하지만 확답을 하지 않고 디제잉에 대한 그의 열정을 되살려 보라고 북돋운다.
빈스와 저스틴의 싱글 발매를 축하하며 직원 배리는 자신의 밴드와 함께 훌륭한 공연을 선보인다. 롭은 로라를 위해 믹스테이프를 만들고, 자신이 마침내 그녀를 행복하게 하는 방법을 알게 되었다고 자신한다.

## 출연진
- 존 큐색 - 롭 고든 역
  - 드레이크 벨 - 어린 롭 고든 역
- 이벤 야일레 - 로라 역
- 잭 블랙 - 배리 저드 역
- 토드 루아이조 - 딕 역
- 캐서린 지타존스 - 찰리 니컬슨 역
- 리사 보넷 - 마리 더샐 역
- 세라 길버트 - 애나 모스 역
- 크리스 바워 - 폴 역
- 릴리 테일러 - 세라 켄드루 역
- 조앤 큐색 - 리즈 역
- 팀 로빈스 - 이언 “레이” 레이먼드 역
- 조엘 카터 - 페니 하드윅 역
- 크리스 레이먼 - 빈스 역
- 벤 카 - 저스틴 역
- 너타샤 그레그슨 와그너 - 캐럴라인 포티스 역
- 브루스 스프링스틴 - 본인 역 (카메오 출연)
- 마거릿 트러볼타 - 롭의 엄마 역
- 앨릭스 데이제어 - 루이스 역
- 베벌리 디앤절로 - 음반을 판매하는 여성 역 (삭제 장면)

## 기타 제작진
- 공동 제작: 스티브 핑크

## 텔레비전 시리즈
2020년 원작 소설과 이 영화에 바탕하였으며 조이 크래비츠가 주연한 동명의 텔레비전 시리즈(High Fidelity)가 훌루에서 총 1 시즌 방영되었다.

## 우리말 녹음
KBS 성우진 (2004년 10월 24일)
- 구자형 - 롭(존 큐색)
- 정미숙 - 로라(이벤 야일레)
- 문관일 - 배리(잭 블랙)
- 오세홍 - 이언(팀 로빈스)
- 김옥경 - 마리(리사 보넷)
- 양정애 - 세라(릴리 테일러)
- 오길경 - 찰리(캐서린 지타존스)
- 임수아 - 롭의 엄마(마거릿 트러볼타)
- 유명숙 - 로라의 엄마(로라 와이트)
- 윤병화 - 레코드 가게 손님(리치 탤러리코)
- 윤세웅 - 딕(토드 루아이조)
- 이장원 - 남학생(크리스 레이먼) / 레코드 가게 손님(앨릭스 데이제어)
- 이주연 - 리즈(조앤 큐색) / 페니(조엘 카터)
- 위훈 - 남학생(벤 카) / 레코드 가게 손님(마크 피니)
- 김래환 - 레코드 가게 손님(매슈 오닐)